# セルビア・ベースボール・プルヴェンストヴォ
セルビア・ベースボール・プルヴェンストヴォ（セルビア語: Првенство Србије у бејзболу, 英語: Serbian Baseball Championship）は、2006年に設立されたセルビアの野球リーグである。

## 参加チーム
2024年シーズンの参加チームと本拠地は以下の通りである。
| チーム                           | 本拠地       |
| -------------------------------- | ------------ |
| BKベオグラード'96 BK Beograd '96 | ベオグラード |
| BKヴォイヴォデ BK Vojvode        | ゼムン       |
| BKヴォイヴォディナ BK Vojvodina  | ノヴィ・サド |
| BKノヴィ・サド BK Novi Sad       | ノヴィ・サド |

## プルヴェンストヴォ優勝チーム

### ユーゴスラビア連邦共和国プルヴェンストヴォ
- 1993年：BKキングス (1)
- 1994年：BKドッグス (1)
- 1995年：BKドッグス (2)
- 1996年：BKドッグス (3)
- 1997年：BKベオグラード'96 (1)[1]
- 1998年：BKベオグラード'96 (2)[1]
- 1999年：BKベオグラード'96 (3)[1]
- 2000年：BKヴォイヴォデ (1)[2]
- 2001年：BKヴォイヴォデ (2)[2]
- 2002年：BKヴォイヴォデ (3)[2]

### セルビア・モンテネグロ・プルヴェンストヴォ
- 2003年：BKベオグラード'96 (4)[1]
- 2004年：BKベオグラード'96 (5)[1]
- 2005年：BKベオグラード'96 (6)[1]

### セルビア・プルヴェンストヴォ
- 2006年：BKベオグラード'96 (7)
- 2007年：BKベオグラード'96 (8)
- 2008年：BKベオグラード'96 (9)[3]
- 2009年：BKヴォイヴォデ (4)[4]
- 2010年：BKベオグラード'96 (10)[5]
- 2011年：BKベオグラード'96 (11)[6]
- 2012年：BKベオグラード'96 (12)[7]
- 2013年：BKベオグラード'96 (13)[8]
- 2014年：BKベオグラード'96 (14)[9]
- 2015年：BKベオグラード'96 (15)[10]
- 2016年：BKベオグラード'96 (16)[11]
- 2017年：BKベオグラード'96 (17)[12]
- 2018年：BKベオグラード'96 (18)[13]
- 2019年：BKベオグラード'96 (19)[14]
- 2020年：BKベオグラード'96 (20)[15]
- 2021年：BKヴォイヴォディナ (1)[16]
- 2022年：BKヴォイヴォディナ (2)[17]
- 2023年：BKベオグラード'96 (21)[18]

## カップ優勝チーム

### ユーゴスラビア連邦共和国カップ
- 1994年：BKドッグス (1)
- 1995年：BKキングス (1)
- 1996年：BKドッグス (2)
- 1997年：BKベオグラード'96 (1)
- 1998年：BKベオグラード'96 (2)
- 2000年：BKヴォイヴォデ (1)
- 2001年：BKヴォイヴォデ (2)
- 2002年：BKヴォイヴォデ (3)

### セルビア・モンテネグロ・カップ
- 2003年：BKヴォイヴォデ (4)
- 2004年：BKベオグラード'96 (3)
- 2005年：BKベオグラード'96 (4)

### セルビア・カップ
- 2006年：BKベオグラード'96 (5)
- 2007年：BKベオグラード'96 (6)
- 2008年：BKヴォイヴォデ (5)[3]
- 2009年：BKスパルタンズ (1)[19]
- 2010年：BKスパルタンズ (2)[20]
- 2011年：BKヴォイヴォディナ (1)[21]
- 2012年：BKヴォイヴォデ (6)[22]
- 2013年：BKベオグラード'96 (7)[23]
- 2014年：BKベオグラード'96 (8)[24]
- 2015年：BKベオグラード'96 (9)[25]
- 2016年：BKヴォイヴォデ (7)[26]
- 2017年：BKベオグラード'96 (10)[27]
- 2018年：BKベオグラード'96 (11)[28]
- 2019年：BKヴォイヴォディナ (2)[29]
- 2020年：BKノヴィ・サド (1)[30]
- 2021年：BKノヴィ・サド (2)[31]
- 2022年：BKヴォイヴォディナ (3)[32]
- 2023年：BKベオグラード'96 (12)[33]